# グレッグ・ホランド
グレゴリー・スコット・ホランド（Gregory Scott Holland, 1985年11月20日 - ）は、アメリカ合衆国ノースカロライナ州バーク郡モーガントン出身のプロ野球選手（投手）。右投右打。現在は、フリーエージェント（FA）。

## 経歴

### プロ入りとロイヤルズ時代
2007年のMLBドラフト10巡目（全体306位）でカンザスシティ・ロイヤルズから指名され、プロ入り。
2010年8月2日のオークランド・アスレチックス戦でメジャーデビュー。
2011年はAAA級オマハ・ストームチェイサーズからのスタートだったが、13試合で防御率2.08と好成績を収めて5月にメジャー昇格。メジャーでも好投を続け、最終的な成績は46試合で防御率1.80、WHIP0.93、奪三振率11.10だった。後半戦は主にセットアッパーを務め、終盤にはクローザーとして4セーブを記録した。オフにはアーロン・クロウが先発に再転向することが決まり、ホランドにはホアキム・ソリアの後継者として期待が寄せられるようになった。
2012年の序盤は絶不調で4月の防御率は11.37だったが、その後は復調。7月31日にジョナサン・ブロクストンがシンシナティ・レッズに放出されてからはクローザーに昇格し、16セーブを記録した。
2013年はシーズンを通してクローザーを任され、50回のセーブ機会でアメリカンリーグ2位の47セーブを記録した。なお、シーズン47セーブは球団新記録となった。それまでの球団記録はダン・クイゼンベリーとジェフ・モンゴメリーが記録した45セーブ。
2014年2月12日にロイヤルズと467万5000ドルの1年契約に合意した。同年もクローザーを任され、2年連続でア・リーグ2位の46セーブを記録した。
2015年もクローザーを務め、32セーブを記録していたが、過去2シーズン1点台だった防御率は芳しくなく、3.83だった。不調の予兆は前年のオフからあり、投球フォームが定まらない状態になっていた。結局、9月末に肘の靭帯を損傷している事が判明したため、トミー・ジョン手術を受けることになった。これにより、2016年に投げられるかどうか、不透明な情勢となった。なお、離脱までに記録していた32セーブはリーグ8位の数字である。オフの12月2日にノンテンダーFAとなった。

### ロッキーズ時代

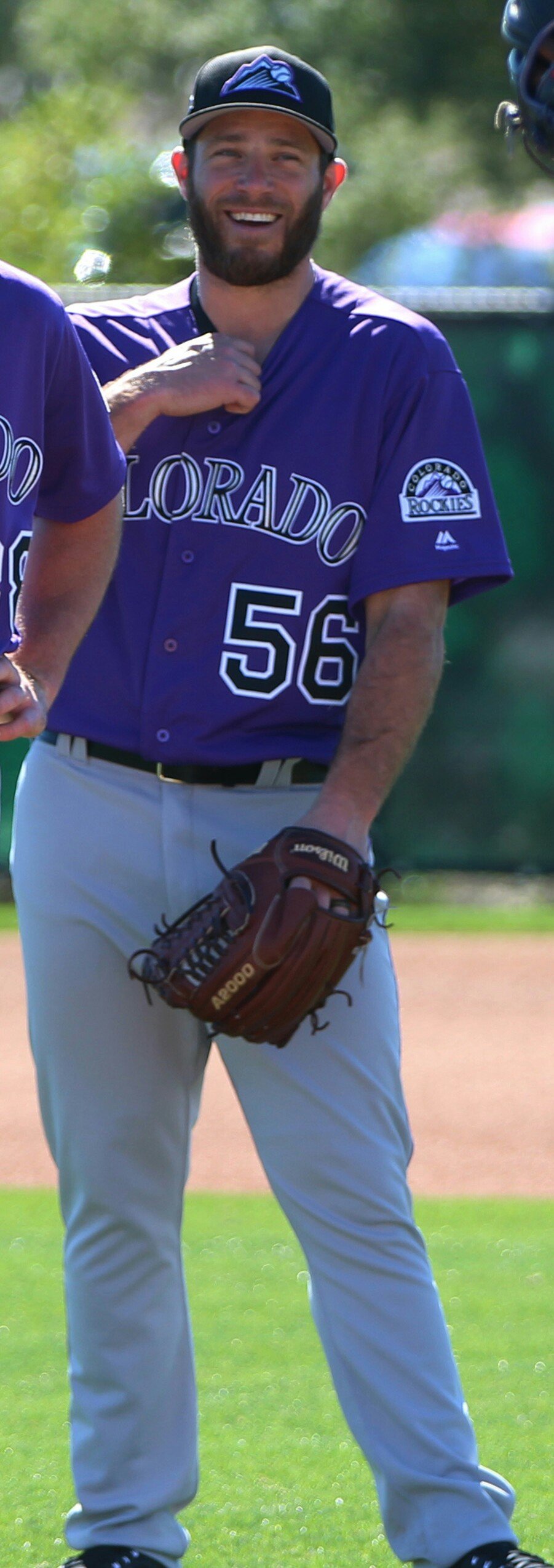
コロラド・ロッキーズ時代
（2017年2月20日）

2016年は未所属のまま1年間リハビリに励むと、2017年1月26日にコロラド・ロッキーズと1年契約を結んだ。開幕から抑えを務めると、自身3年ぶり3度目のオールスターに選出された。最終的にはナショナルリーグ最多の41セーブを記録し、セーブ王とカムバック賞に輝いた。オフの11月4日にFAとなった。

### カージナルス時代
2018年3月31日にセントルイス・カージナルスと1年総額1400万ドルで契約を結んだ。傘下のAA級スプリングフィールド・カージナルスでの調整を経て4月9日にメジャー昇格したがカージナルスでは32試合に登板して0勝2敗、防御率7.92、セーブシチュエーションでの登板も僅か3度しか無く、しかも全て失敗と惨憺たる成績だった。7月27日にDFAとなり、8月1日に自由契約となった。

### ナショナルズ時代
2018年8月7日にワシントン・ナショナルズと契約を結んだ。
移籍後は24試合に登板して2勝0敗4ホールド、防御率0.84と復調した。シーズン通算の最終成績は2勝2敗6ホールド、防御率4.66であった。オフの10月29日にFAとなった。

### ダイヤモンドバックス時代

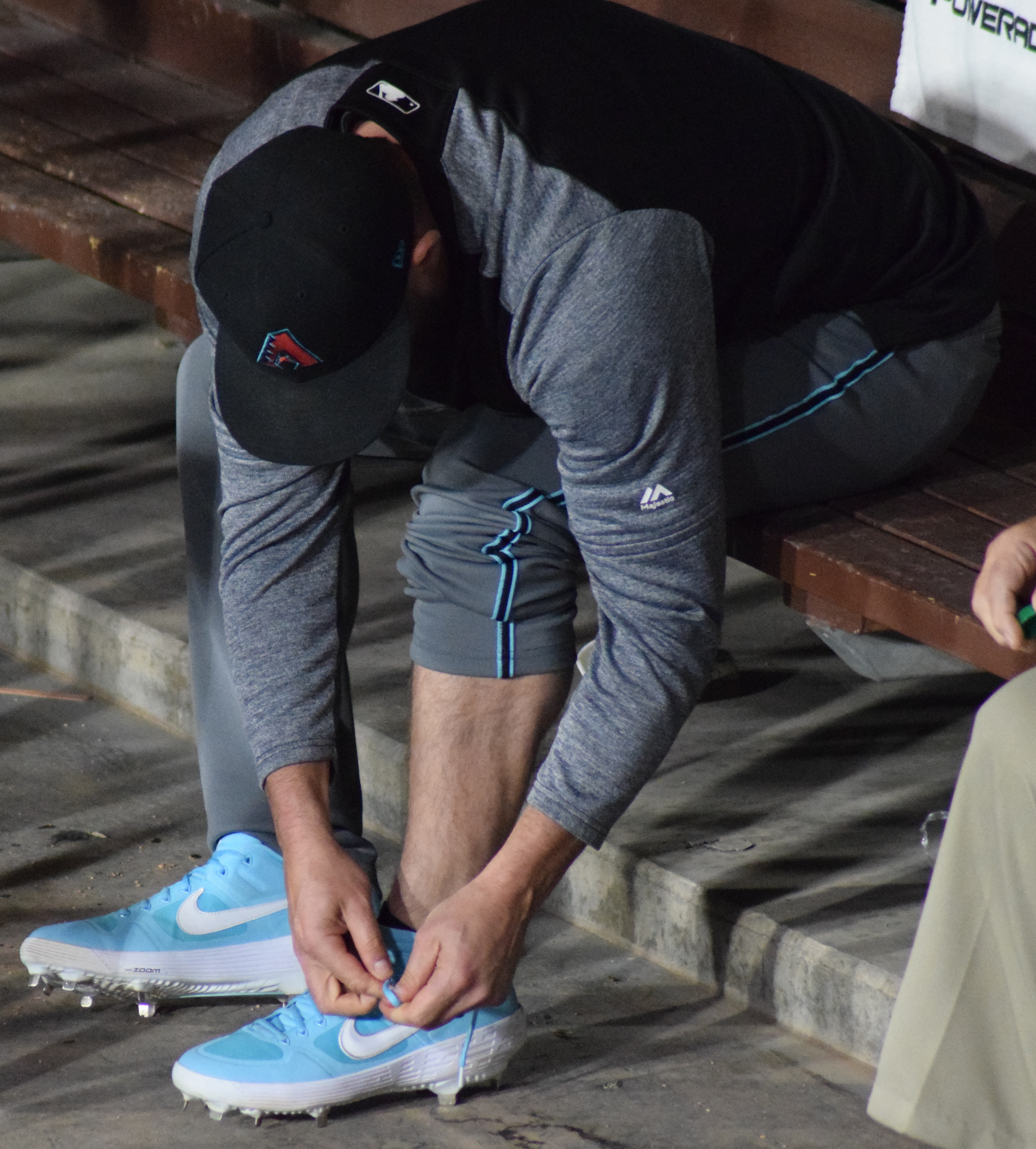
アリゾナ・ダイヤモンドバックス時代
（2019年6月11日）

2019年1月31日にアリゾナ・ダイヤモンドバックスと1年350万ドル+出来高350万ドルで契約を結んだ。クローザーとして起用され、最初の20登板は防御率1.37と好調だったが、次の20登板は防御率8.44と打ち込まれてしまった。8月7日にDFAとなり、9日に自由契約となった。40試合の登板で1勝2敗17セーブ、防御率4.54の成績だった。

### ナショナルズ傘下時代
2019年8月13日にナショナルズとマイナー契約を結んだ。オフにFAとなった。

### ロイヤルズ復帰
2020年1月29日にプロ入り時の古巣であるロイヤルズとマイナー契約を結んでスプリングトレーニングに招待選手として参加することになったと報じられ、2月2日に正式公示された。7月23日にメジャー契約を結んで40人枠入りした。この年は28試合に登板して3勝0敗6セーブ、防御率1.91、31奪三振を記録した。オフの10月28日にFAとなったが、12月14日にロイヤルズと1年275万ドルで再契約した。オプションとして最大150万ドルの出来高が含まれる。
2021年は57試合に登板して3勝5敗8セーブ、防御率4.85、53奪三振を記録した。オフの11月3日にFAとなった。

### レンジャーズ時代
2022年3月16日にテキサス・レンジャーズとマイナー契約を結び、スプリングトレーニングに招待選手として参加することになった。4月7日にメジャー契約を結んでアクティブ・ロースター入りしたが、5試合に登板して0勝1敗、防御率7.71と結果を残せず、4月19日にDFAとなり、4月21日にFAとなった。

## 選手としての特徴
MLBの投手としては小柄だが、オーバースローから平均95.5mph（約153.7km/h）、最速100mph（約160.9km/h）のフォーシームと切れ味鋭いスライダーを主体とした三振狙いのスタイルが持ち味。この2球種で投球全体の約9割前後を占める。それ以外ではカーブ、チェンジアップ、2014年からはスプリッターも投げるようになった。
スライダーを投げる割合が非常に高いため、一部で故障の危険性を指摘する声もあったが、その心配は的中し、2016年は手術によってシーズンを全休した。
2014年まで例年フォーシームの球速は平均95.5～96.0mph（約154km/h）を計測していたが、2015年は93.6mph（約150.6km/h）にまで低下した。

## 詳細情報

### 年度別投手成績
| 年 度     | 球 団     | 登 板 | 先 発 | 完 投 | 完 封 | 無 四 球 | 勝 利 | 敗 戦 | セ 丨 ブ | ホ 丨 ル ド | 勝 率 | 打 者 | 投 球 回 | 被 安 打 | 被 本 塁 打 | 与 四 球 | 敬 遠 | 与 死 球 | 奪 三 振 | 暴 投 | ボ 丨 ク | 失 点 | 自 責 点 | 防 御 率 | W H I P |
| --------- | --------- | ----- | ----- | ----- | ----- | -------- | ----- | ----- | -------- | ----------- | ----- | ----- | -------- | -------- | ----------- | -------- | ----- | -------- | -------- | ----- | -------- | ----- | -------- | -------- | ------- |
| 2010      | KC        | 15    | 0     | 0     | 0     | 0        | 0     | 1     | 0        | 0           | .000  | 87    | 18.2     | 23       | 3           | 8        | 0     | 0        | 23       | 2     | 0        | 15    | 14       | 6.75     | 1.66    |
| 2011      | KC        | 46    | 0     | 0     | 0     | 0        | 5     | 1     | 4        | 18          | .833  | 233   | 60.0     | 37       | 3           | 19       | 3     | 1        | 74       | 7     | 0        | 13    | 12       | 1.80     | 0.93    |
| 2012      | KC        | 67    | 0     | 0     | 0     | 0        | 7     | 4     | 16       | 9           | .636  | 289   | 67.0     | 58       | 2           | 34       | 7     | 0        | 91       | 3     | 1        | 22    | 22       | 2.96     | 1.37    |
| 2013      | KC        | 68    | 0     | 0     | 0     | 0        | 2     | 1     | 47       | 1           | .667  | 255   | 67.0     | 40       | 3           | 18       | 1     | 0        | 103      | 2     | 0        | 11    | 9        | 1.21     | 0.87    |
| 2014      | KC        | 65    | 0     | 0     | 0     | 0        | 1     | 3     | 46       | 0           | .250  | 240   | 62.1     | 37       | 3           | 20       | 0     | 0        | 90       | 9     | 0        | 13    | 10       | 1.44     | 0.91    |
| 2015      | KC        | 48    | 0     | 0     | 0     | 0        | 3     | 2     | 32       | 0           | .600  | 193   | 44.2     | 39       | 2           | 26       | 1     | 0        | 49       | 7     | 0        | 20    | 19       | 3.83     | 1.46    |
| 2017      | COL       | 61    | 0     | 0     | 0     | 0        | 3     | 6     | 41       | 1           | .333  | 235   | 57.1     | 40       | 7           | 26       | 1     | 1        | 70       | 7     | 0        | 24    | 23       | 3.61     | 1.15    |
| 2018      | STL       | 32    | 0     | 0     | 0     | 0        | 0     | 2     | 0        | 2           | .000  | 132   | 25.0     | 34       | 1           | 22       | 2     | 0        | 22       | 0     | 0        | 28    | 22       | 7.92     | 2.24    |
| 2018      | WSH       | 24    | 0     | 0     | 0     | 0        | 2     | 0     | 3        | 4           | 1.000 | 80    | 21.1     | 9        | 1           | 10       | 0     | 1        | 25       | 0     | 0        | 2     | 2        | 0.84     | 0.89    |
| '18計     | WSH       | 56    | 0     | 0     | 0     | 0        | 2     | 2     | 3        | 6           | .500  | 212   | 46.1     | 43       | 2           | 32       | 2     | 1        | 47       | 0     | 0        | 30    | 24       | 4.66     | 1.62    |
| 2019      | ARI       | 40    | 0     | 0     | 0     | 0        | 1     | 2     | 17       | 0           | .333  | 152   | 35.2     | 25       | 5           | 24       | 2     | 0        | 41       | 6     | 0        | 18    | 18       | 4.54     | 1.37    |
| 2020      | KC        | 28    | 0     | 0     | 0     | 0        | 3     | 0     | 6        | 2           | 1.000 | 112   | 28.1     | 20       | 1           | 7        | 1     | 3        | 31       | 1     | 0        | 8     | 6        | 1.91     | 0.95    |
| 2021      | KC        | 57    | 0     | 0     | 0     | 0        | 3     | 5     | 8        | 8           | .375  | 243   | 55.2     | 49       | 9           | 26       | 2     | 1        | 53       | 6     | 1        | 32    | 30       | 4.85     | 1.35    |
| 2022      | TEX       | 5     | 0     | 0     | 0     | 0        | 0     | 1     | 0        | 0           | .000  | 20    | 4.2      | 6        | 3           | 1        | 0     | 0        | 5        | 0     | 0        | 5     | 4        | 7.71     | 1.50    |
| MLB：12年 | MLB：12年 | 556   | 0     | 0     | 0     | 0        | 30    | 28    | 220      | 45          | .517  | 2271  | 547.2    | 417      | 43          | 241      | 20    | 7        | 677      | 50    | 2        | 211   | 191      | 3.14     | 1.20    |

- 2024年度シーズン終了時
- 各年度の太字はリーグ最高

### 年度別守備成績
| 年 度 | 球 団 | 投手（P） | 投手（P） | 投手（P） | 投手（P） | 投手（P） | 投手（P） |
| 年 度 | 球 団 | 試 合     | 刺 殺     | 補 殺     | 失 策     | 併 殺     | 守 備 率  |
| ----- | ----- | --------- | --------- | --------- | --------- | --------- | --------- |

### タイトル
- 最多セーブ投手：1回（2017年）

### 表彰
- マリアノ・リベラ賞：1回（2014年）
- カムバック賞：1回（2017年）

### 記録
- MLBオールスターゲーム選出：3回（2013年、2014年、2017年）

### 背番号
- 56（2010年 - 2015年、2017年 - 2019年）
- 35（2020年 - 2021年）
- 40（2022年）